# Болото Сумино (включая болото Малое Сумино)
Болото Сумино (включая болото Малое Сумино) — памятник природы, располагающийся на территории Володарского района Нижегородской области, между поселками Центральный и Мулино. Создан в 1997 году.

## Описание
Болото Сумино находится на второй надпойменной террасе Клязьмы. С западной стороны болота вытекает ручей, который впадает в озеро Инженерное.
Вместе болото Сумино и Малое Сумино составляют единый комплекс, являются сходными по состоянию, своему типу растительности и значению. Древостой здесь в основном состоит из сосен, возраст которых порядка 100 лет и примесью берёз возрастом порядка 40—50 лет. Залежи торфа болота Сумино имеют площадь в нулевых границах 319 га (торфяная залежь низинного и переходного типа, максимальная мощность пласта около 3,5 метра). Болото Малое Сумино находится к юго-востоку от болота Сумино на водоразделе рек Сейма и Люлих, здесь торфяная залежь составляет 39 га, относится к верховому типу. Площади, занятые клюквой, на болоте Сумино занимают около 15 га, а на болоте Малое Сумино — 7,1 га.
Памятник природы, которым является большая часть болота, имеет научное, водоохранное (для бассейна реки Клязьмы) значение, а также ресурсоохранное (для сохранения клюквенников). Здесь представлены типичные биоценозы переходных болот, редкие виды растений. Запрещены все виды рубок леса, въезд и стоянка транспорта, засорение территории, разведение костров и организация туристских стоянок, а также добыча полезных ископаемых.
Территория памятника природы и его охранная зона почти целиком относятся к Мулинскому сельсовету, небольшая часть — к рабочему посёлку Центральный. Ближайший населённый пункт — деревня Мулино. Вся территория охраняемой природной территории также является землями лесного фонда, включена в Балахнинское лесничество.

## История
В 1994 году Нижегородским областным Советом народных депутатов болото Сумино и болото Малое Сумино предложены к утверждению памятниками природы. В 1997 году Администрацией Володарского района на землях Дзержинского лесхоза на юго-востоке от посёлка Мулино учрежден памятник природы «Болото Сумино (включая болото Малое Сумино)» — особо охраняемая природная территория (ООПТ).
В 2006 году Правительство Нижегородской области занесло «Болото Сумино (включая болото Малое Сумино)» в перечень проектируемых и вновь выявленных уникальных природных объектов как памятник природы регионального значения площадью в 191,3 га, охранная зона в 308,7 га.
В 2019 прокуратурой Володарского района был выявлен сброс управляющей компанией в болото сточных вод с превышением концентрации загрязняющих веществ по 9 показателям. Через трубопровод в район болота выводятся очищенные сточные воды посёлка Мулино.